# Estádio do Lumiar
El Estádio do Lumiar fue un estadio multiusos ubicado en la ciudad de Lisboa, capital de Portugal que sirvió como la sede del Sporting Lisboa de 1937 hasta 1956 cuando el club se muda al antiguo Estadio José Alvalade.

## Historia
El estadio fue inaugurado en 1914 y fue remodelado en 1922, 1936 y 1947 con capacidad para 20 000 espectadores. Fue sede de las finales de la Copa de Portugal en las temporadas 1939/40 y 1941/42, y también de ser parte del Vuelta a Portugal entre los años 1930 y años 1950.

## Partidos internacionales
El estadio fue la sede de la selección nacional entre los años 1920 y años 1930:
| #   | Fecha      | Resultado | Rival          | Torneo                   |
| --- | ---------- | --------- | -------------- | ------------------------ |
| 1.  | 17-12-1922 | 1–2       | España         | Amistoso                 |
| 2.  | 15-5-1925  | 0–2       | España         | Amistoso                 |
| 3.  | 18-6-1925  | 1–0       | Italia         | Amistoso                 |
| 4.  | 30-12-1926 | 4–0       | Francia        | Amistoso                 |
| 5.  | 8-1-1928   | 2–2       | España         | Amistoso                 |
| 6.  | 1-4-1928   | 0–0       | Argentina      | Amistoso                 |
| 7.  | 12-1-1930  | 1–0       | Checoslovaquia | Amistoso                 |
| 8.  | 31-5-1931  | 3–2       | Bélgica        | Amistoso                 |
| 9.  | 3-5-1932   | 3–2       | Yugoslavia     | Amistoso                 |
| 10. | 29-1-1933  | 1–0       | Hungría        | Amistoso                 |
| 11. | 18-3-1934  | 1–2       | España         | Eliminatoria Italia 1934 |
| 12. | 5-5-1935   | 3–3       | España         | Amistoso                 |
| 13. | 27-2-1936  | 1–3       | Alemania nazi  | Amistoso                 |